# Pareas monticola
Pareas monticola är en ormart som beskrevs av Cantor 1839. Pareas monticola ingår i släktet Pareas och familjen snokar. Inga underarter finns listade i Catalogue of Life.
Arten förekommer i Indien i delstaterna Sikkim, Assam, Darjeeling och Arunachal Pradesh. Dessutom i Kina i Tibet och Yunnan samt i Bhutan, Myanmar och Vietnam. Honor lägger ägg.